# Ba'het Corona
La Ba'het Corona è una struttura geologica della superficie di Venere.